# Pachysphinx peninsularis
Pachysphinx peninsularis är en fjärilsart som beskrevs av C. Reed Cary 1963. Pachysphinx peninsularis ingår i släktet Pachysphinx och familjen svärmare. Inga underarter finns listade i Catalogue of Life.